# Paul Schmiedlin
Paul Schmiedlin, né le 2 juin 1897 et mort le 2 juillet 1981, est un footballeur international suisse. Il évoluait au poste de milieu de terrain.

## Biographie

### En club
Paul Schmiedlin est joueur du FC Berne dans les années 1920,.

### En équipe nationale
International suisse, Paul Schmiedlin dispute 28 matchs sans inscrire de but avec l'équipe national suisse de 1920 à 1925,.
Le 29 février 1920, il dispute son premier match contre la France (défaite 0-2 à Genève).
Il fait partie du groupe suisse médaillé d'argent aux Jeux olympiques de 1924 : il dispute les cinq matchs du tournoi dont la finale perdue contre l'Uruguay.
Son dernier match a lieu le 1er juin 1925 contre l'Espagne (défaite 0-3 à Berne) en amical.

## Palmarès

### En sélection
Suisse
- Jeux olympiques :
  -  Argent : 1924.